# دامقاتوم
دامقاتوم (بالإنجليزية: Damqatum) هي مجلة أكاديمية سنوية يصدرها مركز دراسات تاريخ الشرق الأدنى القديم (CEHAO) التابع للجامعة الكاثوليكية البابوية في الأرجنتين بمدينة بوينس آيرس، وهي مخصصة لدراسة تاريخ وآثار الشرق الأدنى، من العصر الحجري القديم حتى الحقبة العثمانية. تنشر المجلة مقالات موجهة للجمهور العام، ومقابلات مع باحثين بارزين، بالإضافة إلى أخبار حول مختلف الأنشطة الأكاديمية.
تصدر المجلة ضمن مبادرة من الجامعة الكاثوليكية البابوية في الأرجنتين لتعزيز الوصول المفتوح إلى المعلومات العلمية، وهي متاحة مجانًا عبر الإنترنت. تتسم مقالات المجلة بعرض نتائج أولية لأبحاث ذات تأثير عالٍ، واستخدام صور عالية الدقة.

## الفهرسة والاستخلاص
تُفهرس المجلة وتُدرج في العديد من قواعد البيانات الببليوغرافية، بما في ذلك:
- AWOL[3]

- ETANA[4]

- LACRIEE[5]

- LatinREV[6]

- Red BUCOC[7]

- RODNA[8]

## رؤساء التحرير
تولى رئاسة تحرير المجلة الأشخاص التالية أسماؤهم:
- خوان مانويل تيبيس (2006–2010)

- فرانسيسكو سينتولا (2011–2015)

- خورخي كانو مورينو (منذ 2016)